# (97) Cloto
Klotho és l'asteroide número 97 de la sèrie. Fou descobert el 17 de febrer del 1868 a Marsella per Ernst Wilhelm Leberecht Tempel, i fou el seu cinquè i darrer asteroide descobert. És un asteroide força gran del cinturó principal, similar a (21) Lutècia i (22) Cal·líope que igual que Klotho, són asteroides del tipus M de composició desconeguda. El seu nom es deu a una de les tres Moires (Fates o Parques equivalents a la mitologia romana): Àtropos, Cloto i Làquesis, deesses del destí, o del fat, de la mitologia grega.